# Genadij von Veles

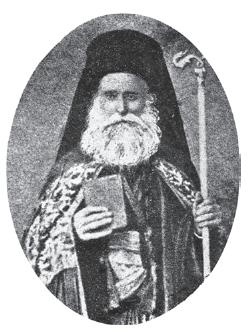
Genadij von Veles

Genadij oder Genadij von Veles (bulgarisch Генадий Велешки/Genadij Veleschki), weltlicher Name Georgi Dimitrow (auch Georgi Dimitrov geschrieben, bulgarisch Георги Димитров; * um 1800 in Potkozhan, heute in Albanien; † 12. Mai 1876 in Bitola, heute Nordmazedonien) war ein hoher bulgarisch-osmanischer orthodoxer Geistlicher, von 1870 bis 1876 Metropolit der Diözese Veles der Bulgarisch-Orthodoxen Kirche und Mitglied des Heiligen Synods. Zuvor war er als Geistlicher des ökumenischen Patriarchats von Konstantinopel Metropolit von Debar und Bitola.

## Leben
Georgi Dimitrow wurde in Potkozhan bei Pogradec am Ohridsee, damals im Osmanischen Reich 1800 geboren. Sein Vater Dimitar Mokrjanin war Lehrer in Ohrid. Simeon Radew spricht von einer möglichen albanischen Herkunft, wofür er jedoch keine Quellen findet. Georgi Dimitrow wurde als Erwachsener Priester, nahm den Namen Genadij an und wurde nach dem Tode seiner Frau zunächst Mönch und später Hegumen (Klostervorsteher) eines Klosters. Später wurde er Archimandrit und Protosynkellos des Bischofs von Bitola. 1840 wurde Genadij als ökumenischer Metropolit von Bitola geweiht.
In den folgenden Jahren schloss sich Genadij dem bulgarischen Kampf für eine vom ökumenischen Patriarchat unabhängige bulgarische Kirche an (→ Bulgarisches Exarchat). 1860 nahm er an der so genannten Osteraktion teil, bei der mehrere bulgarische Metropoliten während des Ostergottesdienstes die liturgisch vorgeschriebene Namensnennung des Konstantinopeler Patriarchen unterließen und stattdessen im Gebet „des Ganzen orthodoxen Episkopats“ gedachten. In den kirchlichen Kanones wurde dieser Akt mit der Nichtanerkennung des kirchlichen Oberhauptes, des Konstantinopeler Patriarchen, gleichgesetzt. Er wurde jedoch nicht wie Ilarion Makariopolski und weitere Bischöfe in das Hilandar-Kloster verbannt, stattdessen wurde er 1864 zum Metropoliten von Debar geweiht. 1870 wurde Genadij Metropolit der Diözese von Veles. Als jedoch im selben Jahr die bulgarisch-orthodoxe Kirche durch den Ferman zur Errichtung des Bulgarischen Exarchats ihre Unabhängigkeit zurückerhielt, trat Genadij aus dem griechisch geprägten Konstantinopoler Patriarchat aus und wurde bulgarischer Metropolit.
Er war einer der wenigen bulgarischen Geistlichen in Makedonien, die über einen Sultanerlass (Berât) verfügten. Aus diesem Grund leitete er kurzfristig auch die Diözesen von Ohrid und Bitola.

## Familie
Der Aufklärer Iwan Genadiew war sein Sohn, der Journalist Chariton Genadiew, und die Politiker Nikola Genadiew und Pawel Genadiew seine Enkelkinder.